# 新彼得罗夫卡村委员会 (康斯坦丁诺夫卡区)
新彼得罗夫卡村委员会（俄语：Новопетровский сельсовет）是俄罗斯联邦阿穆尔州康斯坦丁诺夫卡区所属的一个村委员会。其下辖有3个居民点，行政中心为新彼得罗夫卡。据2016年统计，该村委员会的人口为1004人。